# Madeleine McAfee
Madeleine McAfee (født 5. februar 1993) er en australsk håndboldspiller. Hun spiller på Australiens håndboldlandshold, og deltog under VM 2011 i Brasilien.